# 安川結花
安川 結花（やすかわ ゆか、 1986年11月13日 - ）は日本の女優、女子プロレスラー。青森県三沢市生まれ。本名・安川 祐香（読み同じ）。女優としてはビーコン・ラボエンターテインメント所属。
レスラーとしての活動名は安川 惡斗（やすかわ あくと）で、結花の双子の妹という設定。身長162cm。

## 経歴
- 日本映画学校在学中からアロッタファジャイナの舞台に出演。日本映画学校卒業後、オーディションに通過しニナガワスタジオに通う。その後、アロッタファジャイナに専属したのち、 ベルジーエンタテイメント・ディビジョンに所属していた。

2011年
- 出演した舞台を機に女子プロレス団体「スターダム」の練習生となる。
- 11月14日のプロテスト合格とともにリングネームを安川惡斗（やすかわ あくと）と命名され、団体初の本格ヒールとなる。

2012年
- 2月5日、3期生のトリを飾る形でデビュー、3期生で最初にデビューしたはるか悠梨と対戦して勝利。試合後に「トラブルメーカー2」加入。この流れからヒールユニット「川崎葛飾最強伝説」（通称カワカツ）のメンバーとなり、夏樹☆たいよう、世IV虎につぐナンバー3の座に座る。

- 10月14日、新木場1st RING大会にて愛川ゆず季の保持するワンダー・オブ・スターダム王座に挑戦も敗退。これは自身にとっての初のタイトル戦であった。

2013年
- 1月4日、後楽園ホール大会にて夏樹☆たいよう・鹿島沙希と共に、新設されたアーティスト・オブ・スターダム王座の決定トーナメントに出場し優勝、初のベルト戴冠。

- 4月2日、新木場大会にて愛川ゆず季のワンダー・オブ・スターダム王座の最後の防衛戦の相手として挑戦するも敗退。

- 4月29日、両国国技館大会にて愛川ゆず季の返上したワンダー・オブ・スターダム王座をかけた決定戦でダーク・エンジェルと対戦するも敗退。

- 5月10日、以前より痛めていた頚椎の怪我により長期欠場を発表。

- 7月7日、新木場大会で復帰。

- 惡斗の「カワカツのパシリを卒業したい」との主張で、夏樹・世IV虎との間に亀裂が生じ始め、2013年8月5日の後楽園大会にてカワカツでアーティスト・オブ・スターダム王座に挑むも敗退、惡斗はカワカツを追放された。

- 以後、ユニットに所属せず単独行動となったが、木村響子からのモンスター軍加入の再三の誘いに「対等な立場なら組んでもいい」と承諾、タッグリーグであるGODDESSES OF STARDOMに「対等タッグ」として参戦。

- 11月3日、ワンダー・オブ・スターダム王座に4度目の挑戦。新必殺技「ACTΩ」でダーク・エンジェルを下し、同王座を初戴冠。また、自身にとって初のシングルのベルト戴冠。

- 11月23日、新木場大会でGODDESSES OF STARDOMを対等タッグで制覇。

2014年
- 4月、甲状腺の悪化により緊急入院。以降欠場。
- 6月1日、夏樹☆たいよう引退興行にて限定復帰。以降、白内障の右目を手術することもあり欠場に入る。
- 6月26日、ワンダー・オブ・スターダム王座を返上。
- 12月7日、予定よりも早く新木場大会で復帰。ケリー・スケーターとタッグを組み宝城カイリとコグマを相手に復帰戦を行い宝城のスライディングDで敗れる。

2015年
- 1月18日、後楽園大会のモンスター軍加入vsモンスター軍解散　6人タッグマッチでモンスター軍に敗れる。モンスター軍の加入をかたくなに拒否し木村の提案で新ユニットにすることを発表しユニット命名権も惡斗に渡され新ユニット大江戸隊を結成。
- 2月22日、後楽園大会でワールド・オブ・スターダム王座チャンピオンの世IV虎に挑戦するも、顔面を殴り合う喧嘩マッチに発展し、頬や鼻を骨折する重傷を負いTKO負け。顔は流血し激しく腫れてしまい、その試合の凄惨さを物語った[1][2]。
- 2月25日、スターダムが記者会見を開き、22日の試合は無効試合とすることが発表され[注 1]、安川の診断結果が、頬骨、鼻骨、左眼窩底骨折、両目の網膜振盪症と発表された[3][4]。
- 3月3日、都内の病院で鼻骨骨折の手術を行った[5]。頬骨骨折と左眼窩底骨折は手術を行わなず保存的治療で進めていくこととなった[5]。
- 3月28日、自身の半生を語った安川結花および安川惡斗のドキュメンタリー映画「がむしゃら」が公開[6]。また、この日行われた舞台挨拶では顔面骨折後初めてフェイスガードなしで登場した。
- 9月23日、同じく欠場中であった木村響子とともに復帰戦を行う。
- 12月1日、スターダムの記者会見で視力の回復が困難と判明したため、12月23日の後楽園大会をもって引退を表明[7]。
- 12月23日、後楽園大会で引退。

2016年
- 1月10日、大江戸隊と共に入場しマネージャーとして参戦。

- 2月23日、Actwres girl'Zにて惡斗の従姉妹として「ワイルド・バニー」がワイルド軍団セコンドで登場し始める。女優活動を再開。女優としてはビーコン・ラボエンターテイメントに所属。また、プロレス関係の仕事に関してはGPSプロモーションに入社した。

2021年
- Actwres girl'Z新ブランド「アクトリング」のレギュラーメンバーとして参加[8]。
- 12月14日、Actwres girl'Zのプロレス団体として最後の後楽園ホール大会にて、一夜限りの復帰戦としてリングに上がる[9]。

2022年
- 2月13日、この日新体制となったActwres girl'Zにてワイルド・バニーがデビューした[10]。
- 9月末、GPSプロモーションを会社の経済事情により退社[11]。
- 10月3日、Actwres girl'Zにて入江彩乃と福永莉子とともに新ユニット結成を発表[12]。30日には惡斗としてリングに上がり、試合を行った[13]。

2024年
- 8月14日、第4代AWGシングル王座を戴冠。（相手は夏葵）[14]

## エピソード
芸名の「結花」は、映画監督金子修介による命名。
スターダム興行の休憩時間では稀に安川結花として登場していた。
Growthシリーズのリングアナ担当をし、HEROシリーズのリングアナ阿川祐未とユニットを結成し、「惡祐」として和太鼓にも挑戦。

## 得意技
- 惡トーン（アクトーン）

スワントーンボムと同じ技。
- ACTスペシャル

ランニング式オクラホマ・スタンピード。
- ACTΩ（アクトオメガ）

ACTスペシャルをリバース・パイルドライバーで落とす。
- ACTロック

相手の足をストレッチマフラーで捕らえそのまま前転、背中をついた相手を両手・両足で相手の足を片方ずつクラッチして固める。
- 惡斗様固め

リバースネックブリーカーの形に捉え、キン肉バスター的に相手の足を開き固める。
- コンプリートショット

リバース式の河津落とし。
- ストレッチマフラー

相手の片足の膝を自分の首の後ろにかけて、自分の首を視点に相手の片足を締め上げる技。
- 大蛇-オロチ-

ストレッチマフラーで固めつつ両足で相手の首を極める。

## 獲得タイトル
- 第3代・第5代ワンダー・オブ・スターダム王座
- 初代アーティスト・オブ・スターダム王座（パートナーは夏樹☆たいよう・鹿島沙希）
- 第2期第4代AWGシングル王座

## 入場曲
- 惡斗道〜Road to ACT〜
- Girl's Fight/MUTANT MONSTER

## 主な出演作品

### 映画
- デスノート 前編（2006年） - 街頭で取材される若者 役
- 真・女立喰師列伝歌謡の天使・クレープのマミ（2007年） - アイドル 役
- 赤い文化住宅の初子（2007年） - 妊婦 役
- 東京タワー 〜オカンとボクと、時々、オトン〜（2007年） - 東京タワーのエレベーターガール 役
- パートナーズ（2010年） - 愛人 役
- HAPPY BIRTHDAY（2010年） - 準主演、栞役：少年と少女の二役
- ばかもの（2010年） - 目撃者 役
- がむしゃら[6]（2015年、高原秀和監督） - ドキュメンタリー
- がむしゃら その後（2016年、高原秀和監督） - ドキュメンタリー[15]
- すもも（2017年、井上泰治監督）
- タイムマシンガール（2025年、木場明義監督）[16]

### テレビドラマ
- ULTRASEVEN X 第2話「CODE NAME"R"」（2007年、TBS） - 少女 役
- 生命38億年スペシャル 人間とは何だ!? V幻想ドラマ「まる。」（2007年、TBS） - 悲田院の女 役
- ヒットメーカー 阿久悠物語（2008年、日本テレビ） - 「スター誕生」出場者 役
- ただ一人“おい”と呼べる君へ〜城山三郎亡き妻への遺稿〜 （2008年、NHK） - 若き日の城山三郎の妻 役
- POWER RIDER（2009年、スカパー!） - ヒロイン・手塚リカ 役
- 創作テレビドラマ大賞「あなたにドロップキックを」（2017年3月17日、NHK） - 名波モモ 役[17]
- そろばん侍 風の市兵衛 第8回（2018年7月14日、NHK） - お園 役[18]

### 舞台
- アブレボ〜僕たちの純愛革命（2005年、アロッタファジャイナ） - カノン 役
- 偽伝、樋口一葉（2006年、アロッタファジャイナ） - 一葉の妹 役
- 錆びた少女（2006年、アロッタファジャイナ）
- スノーグレーズ（2007年、アロッタファジャイナ） - ヒロイン：鎖雪 役
- 恋。一人舞台（2007年、アロッタファジャイナ） - 少女 役
- 1999.9年の夏休み（2007年、アロッタファジャイナ） - ユウ 役 / カオル 役（二役）
- 今日も、ふつう。（2008年、アロッタファジャイナ） - 主演：紅緒 役
- ルドンの黙示（2008年、アロッタファジャイナ） - ヒロイン：マレア 役
- ゴールデンウィークにお芝居を（2008年、アロッタファジャイナ） - 安川結花 役
- 11月戦争とその後の6ヶ月（2009年、アロッタファジャイナ） - ヒロイン
- 溺れる家族（2009年、アロッタファジャイナ） - 主演：美和 役
- 偽伝、ジャンヌ・ダルク（2009年、アロッタファジャイナ） - 主演：ジャンヌ 役
- 幸せの歌をうたう犬ども（2010年、DULL-COLORED POP）
- レスラーガールズ（2011年、IZAM主宰ベニバラ兔団） - 剣道よしみ 役
- きら星の磁力〜リングは運命、レフェリーは天命〜（2011年、スーパープロジェクト）
- Gothic&Lolita Fantasia（2012年、黒薔薇少女地獄）
- 中女優（2016年、LOVEPANK）- 三島まゆ 役
- テル・エロ・エゴ（2017年、LOVEPANK） - あい 役
- ズーキーパーズ（2018年、STRAYDOG）- ちひろママ役／智恵理の母 役
- 我、堕ちて 修羅と君が世 淫雨 されど紫（2018年、WIND PROMOTION）- 紅蓮 役

- 星月夜～明星と夕星～（2019年、流星揚羽）
- 夕凪の街　桜の国（2019年、STRAYDOG） - 平野フジミ 役
- それみたことか！（2019年、壱人前企画）- 佐橘真弥 役
- アマテラスドライブ（2019年、Creative Company Colors）- ウズメ 役
- 「プライマリーエチュード」（2023年、Creative Company Colors 第11回公演）- リアーナ役
- アクトリング スペシャルオムニバス公演（2024年11月1日~4日 東京　アルネ543）緋扇 役
- アクトリング花月夜イベント（2024年11月16日 東京　地下格闘場）緋扇 役
- 東京コミコン2024『アクトレスガールズスペシャルステージ』（2024年12月7日 千葉　幕張メッセ）緋扇 役[19]
- アクトリング本公演『ACTRING／鏡編 参ノ面 蕨公演 Star magical☆projectノ章 〜Heartfelt Credit～』（2024年12月15日 埼玉 蕨レッスル武道館）テンテン 役
- アクトリング本公演『ACTRING／鏡編 四ノ面 蕨公演 桃華雪(仮)ノ章 Go!と言えば郷に従え』（2024年12月15日 埼玉 蕨レッスル武道館）緋扇 役[20]
- アクトリング本公演『ACTRING／剣編 03〜信念の矛〜 』（2025年6月1日 東京・新木場1stRING）緋扇 役
- アクトレスガールズ『アクトレスガールズトークVol1 』（2025年6月2日 神奈川・ネイキッドロフト横浜）[21]

### デジタル写真集
- 恋。（2007年、アロッタファジャイナ）
- 花。（2007年、アロッタファジャイナ）
- 聖。（2009年、アロッタファジャイナ）
- 水。（2009年、アロッタファジャイナ）
- 遊。（2009年、アロッタファジャイナ）
- 戯。（2009年、アロッタファジャイナ）